# Konstsim vid världsmästerskapen i simsport 2024 – Damernas tekniska soloprogram
Damernas tekniska soloprogram i konstsim vid världsmästerskapen i simsport 2024 avgjordes mellan den 2 och 3 februari 2024 i Aspire Dome i Doha i Qatar.
Grekiska Evangelia Platanioti tog guld, kanadensiska Jacqueline Simoneau tog silver och kinesiska Xu Huiyan tog brons.

## Resultat
Kvalet startade den 2 februari klockan 09:30. Finalen startade den 3 februari klockan 14:00.
Grön bakgrund betyder att konstsimmaren gick vidare till finalen
| Placering | Simmare                  | Nationalitet                 | Kval     | Kval      | Final            | Final            |
| Placering | Simmare                  | Nationalitet                 | Poäng    | Placering | Poäng            | Placering        |
| --------- | ------------------------ | ---------------------------- | -------- | --------- | ---------------- | ---------------- |
| 1         | Evangelia Platanioti     | Grekland                     | 270,1901 | 1         | 272,9633         | 1                |
| 2         | Jacqueline Simoneau      | Kanada                       | 260,7500 | 3         | 269,2767         | 2                |
| 3         | Xu Huiyan                | Kina                         | 258,2067 | 4         | 262,3700         | 3                |
| 4         | Vasilina Chandosjka      | Neutrala oberoende idrottare | 253,1917 | 5         | 261,7466         | 4                |
| 5         | Klara Bleyer             | Tyskland                     | 231,8401 | 9         | 237,1333         | 5                |
| 6         | Vasiliki Alexandri       | Österrike                    | 264,5967 | 2         | 234,4984         | 6                |
| 7         | Kyra Hoevertsz           | Aruba                        | 221,3450 | 11        | 227,1683         | 7                |
| 8         | Mari Alavidze            | Georgien                     | 233,5017 | 7         | 216,7634         | 8                |
| 9         | Susanna Pedotti          | Italien                      | 238,2967 | 6         | 215,0833         | 9                |
| 10        | Marloes Steenbeek        | Nederländerna                | 231,9267 | 8         | 210,9300         | 10               |
| 11        | Mónica Arango            | Colombia                     | 230,6650 | 10        | 201,3300         | 11               |
| 12        | Karina Magrupova         | Kazakstan                    | 219,8800 | 12        | 199,9433         | 12               |
| 13        | Jasmine Verbena          | San Marino                   | 217,9267 | 13        | Gick inte vidare | Gick inte vidare |
| 14        | Viktória Reichová        | Slovakien                    | 216,1600 | 14        | Gick inte vidare | Gick inte vidare |
| 15        | Ece Üngör                | Turkiet                      | 212,4533 | 15        | Gick inte vidare | Gick inte vidare |
| 16        | Jullia Catharino         | Brasilien                    | 209,1350 | 16        | Gick inte vidare | Gick inte vidare |
| 17        | Sandra Freund            | Sverige                      | 207,4601 | 17        | Gick inte vidare | Gick inte vidare |
| 18        | Nadine Barsoum           | Egypten                      | 203,3500 | 18        | Gick inte vidare | Gick inte vidare |
| 19        | Ana Culic                | Malta                        | 189,7283 | 19        | Gick inte vidare | Gick inte vidare |
| 20        | Patrawee Chayawararak    | Thailand                     | 188,1168 | 20        | Gick inte vidare | Gick inte vidare |
| 21        | Jennifer Russanov        | Nya Zeeland                  | 187,1066 | 21        | Gick inte vidare | Gick inte vidare |
| 22        | Grecia Mendoza           | El Salvador                  | 175,0434 | 22        | Gick inte vidare | Gick inte vidare |
| 23        | Gabriela Alpajón         | Kuba                         | 173,6300 | 23        | Gick inte vidare | Gick inte vidare |
| 24        | María Alfaro             | Costa Rica                   | 167,3550 | 24        | Gick inte vidare | Gick inte vidare |
| 25        | Pinja Kekki              | Finland                      | 160,7867 | 25        | Gick inte vidare | Gick inte vidare |
| 26        | Jennah Hafsi             | Marocko                      | 155,9850 | 26        | Gick inte vidare | Gick inte vidare |
| 27        | Hilda Tri Julyandra      | Indonesien                   | 152,0934 | 27        | Gick inte vidare | Gick inte vidare |
| 28        | Alexandra Mansaré-Traoré | Guinea                       | 129,1199 | 28        | Gick inte vidare | Gick inte vidare |